# Eugene Chiang
Eugene Chiang (New York, 1973) è un astronomo statunitense.
Dopo il baccellierato in fisica nel 1995 al MIT, ha ottenuto il dottorato in astronomia nel 2000 al Caltech.
Ha fatto parte del gruppo di lavoro che ha scoperto 2001 QR322, il primo asteroide troiano di Nettuno.
Il Minor Planet Center lo accredita per la scoperta dell'asteroide 195777 Sheepman, effettuata il 12 agosto 2002.